# Mona Mur
Mona Mur, nom de scène de Sabine Bredy (née en 1960 à Hambourg), est une chanteuse allemande.

## Biographie
Sabine Bredy a des parents d'origine polonaise. Elle s'installe à Berlin lorsqu'elle a 17 ans. Elle vient à la musique alors qu'elle est la petite amie de Frank Z, membre d'Abwärts, et fait partie de groupes éphémères, notamment de hard rock. Mona Mur fonde le groupe Mona Mur & Die Tenants en 1982 avec Gode B. (nom de scène de Godehard Buschkuehl) et les membres d'Einstürzende Neubauten Mark Chung, FM Einheit et Alexander Hacke. Le groupe se fait connaître dans la scène punk allemande, mais ne sorti qu'un seul EP 12″ avec le single Jeszcze Polska. Il reçoit une attention internationale et est single de la semaine dans le New Musical Express.
Mona Mur entame alors une carrière solo à partir de 1984. Son groupe d'accompagnement est composé de FM Einheit, Alexander von Borsig, Nikko Weidemann, Thomas Stern (Crime and the City Solution) et Siewert Johannsen (Stricher) et de l'ingénieur du son Raymond Watts (KMFDM, PIG). Ils se séparent en 1986.
Le musicien et producteur suisse Dieter Meier commence ensuite à soutenir Mur. En 1988, elle enregistre son premier album Mona Mur pour RCA en Angleterre. Le producteur musical de l'album est Jean-Jacques Burnel et Dave Greenfield (le chanteur et le claviériste de The Stranglers). Le deuxième album Warsaw, accompagné de Grzegorz Ciechowski et de la Philharmonie nationale de Varsovie, est produit en Pologne en 1990 mais ne sort qu'en 2015 chez Mystic Production.
Au cours des années suivantes, Mona Mur se concentre principalement sur le taekwondo, obtient le troisième dan et est deux fois vice-championne d'Allemagne et membre de l'équipe nationale allemande,.
Mona Mur travaille comme compositrice et conceptrice sonore pour des films et des jeux vidéo à partir de 1996. Elle est invitée à la Game Developers Conference à San Francisco en 2012 pour sa musique d'ambiance expérimentale pour le jeu Kane and Lynch 2: Dog Days (2010). Elle travaille avec En Esch depuis 2007. Le duo donne de nombreux concerts en Europe et en Amérique du Nord ainsi que dans des festivals, dont le Wave-Gotik-Treffen, le Kurt-Weill-Fest à Dessau, Alternativa à Prague et le Wroclaw Industrial Festival à Breslau. En 2009, Mona Mur et En Esch sortent leur premier album commun 120 Tage – The Fine Art of Beauty and Violence et leur deuxième, Do With me What you Wanten 2011.
En 2019, Mona Mur sort son album solo Delinquent avec Ralf Goldkind. Les musiciens invités sont Bettina Köster de Malaria! et Anja Huwe de Xmal Deutschland. Le Deutscher Musikrat soutient sa soirée de chansons expérimentales Henker und Jäger – Über den Hass als kollektive Besessenheit. Une première représentation avec FM Einheit, En Esch, Simone Kermes et Mona Mur a lieu en décembre 2019 au Muffatwerk, à Munich. Le label berlinois Playloud! fait des rééditions de l'artiste, la première étant l'album solo de 1988 Mona Mur. En 2022, Mona Mur signe avec le label électronique industriel américain GIVE/TAKE, et son premier album est Snake Island, sur lequel elle apparaît également en tant que guitariste.

## Discographie
- 1982: Mona Mur & Die Mieter : Jeszcze Polska
- 1988 : Mona Mur
- 1991 : Warsaw
- 2004 : Into Your Eye
- 2009 : Mona Mur & En Esch: 120 Tage – The Fine Art of Beauty and Violence
- 2011 : Mona Mur & En Esch: Do With me What you Want
- 2013 : Einheit, Esch & Mur: Terre Haute
- 2015 : Warsaw
- 2018 : Those Days Are Over
- 2019 : Delinquent
- 2022 : Snake Island

## Filmographie
- 1984 : Decoder (actrice)
- 1985 : Der wilde Rabe
- 1988 : Ballhaus Barmbek (aussi actrice)
- 1988 : Dandy
- 1988 : Die Jungfrauenmaschine
- 2003 : Lichtspiel (court métrage)
- 2004 : Head-On (actrice)
- 2009 : Velvet Assassin (jeu vidéo)
- 2010 : Kane and Lynch 2: Dog Days (jeu vidéo)
- 2013 : Aptes au service : Les recrues fascistes et nazies de la CIA (documentaire TV)
- 2014 : Guerre froide : Dans le grand nord (de) (TV)
- 2016 : Mann im Spagat: Pace, Cowboy, Pace (actrice)
- 2017 : Citizen Animal – A Small Family’s Quest for Animal Rights (de) (documentaire)
- 2018 : Santa Inocencia
- 2019 : Root Republic
- 2021 : Genderation (de) (documentaire)
- 2021 : The Fermi Paradox (jeu vidéo)
- 2022 : Un ticket pour l'espace